# Tour P&V
La Tour P&V, ancien siège de la Prévoyance Sociale, est un immeuble de bureaux construit en 1954 en style fonctionnaliste par l'architecte Hugo Van Kuyck à Saint-Josse-ten-Noode, commune de Bruxelles en Belgique.
La tour est le premier bâtiment réalisé en Belgique selon le principe du mur-rideau : elle précède de nombreux édifices qui seront érigés sur son modèle à Bruxelles, au premier rang desquels la Tour du Midi.

## Localisation
La Tour P&V se dresse à l'angle de la rue Royale et du boulevard Galilée à Saint-Josse-ten-Noode, juste en face du Jardin botanique de Bruxelles, et plus précisément au no 151 de la rue Royale,.

## Historique
En 1907, le Parti Ouvrier Belge (POB) fonde une société coopérative d'assurance populaire sur la vie et contre l'incendie, dénommée « La Prévoyance sociale » afin de fournir des assurances aux ouvriers,. 
La coopérative connait un succès rapide : quatre ans plus tard, en 1911, elle compte plus de 100.000 assurés et dispose de 20 millions de capitaux.
En 1911-1912, la Prévoyance Sociale charge l’architecte Richard Pringiers, un ancien collaborateur de Victor Horta, de lui construire un immeuble au square de l’Aviation,. 

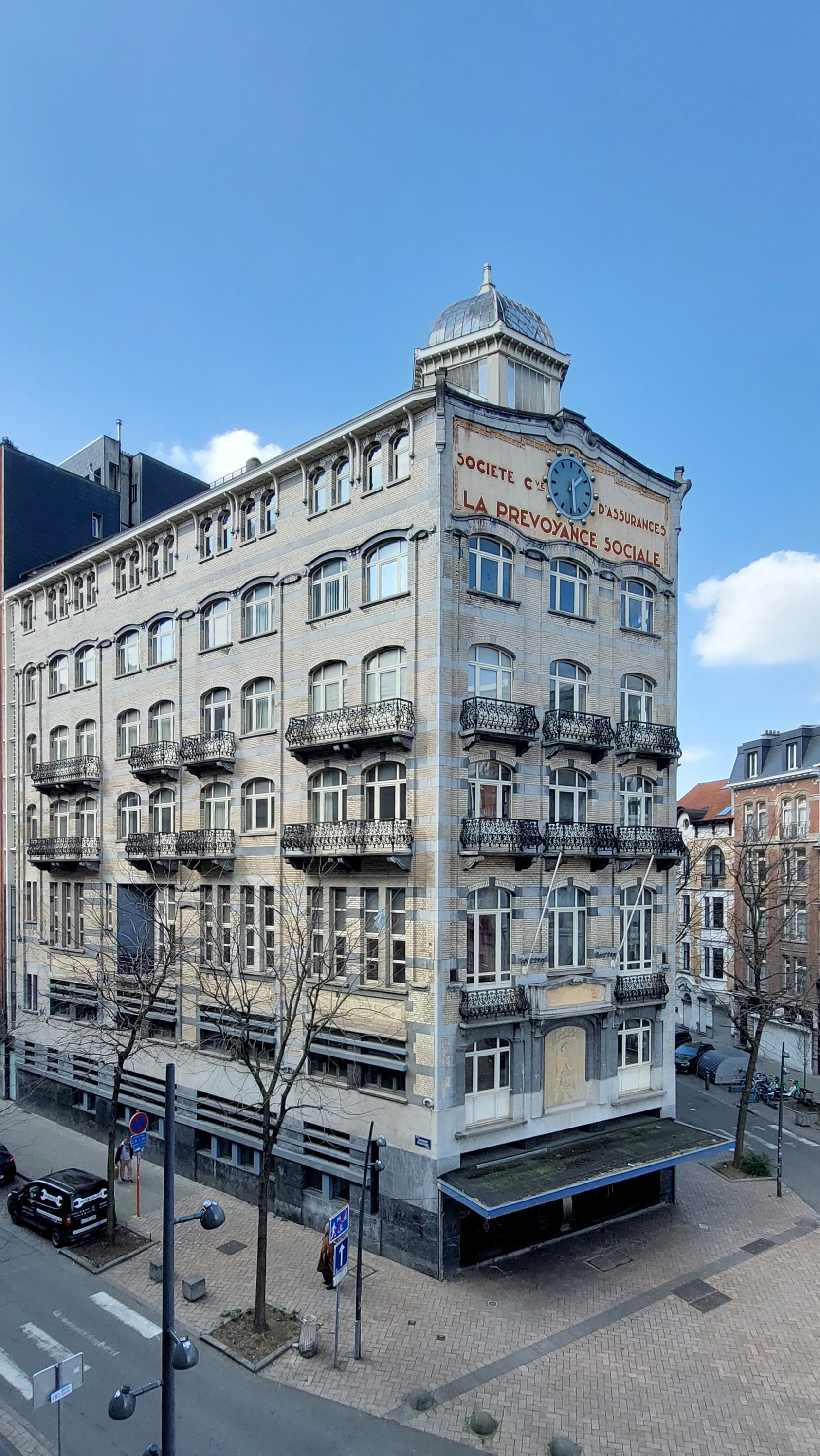
Ancien siège de la Prévoyance sociale situé sur le square de l'Aviation à Anderlecht

Mais, en 1954, elle confie à l'architecte anversois Hugo Van Kuyck, l'un des auteurs de la Cité administrative de l'État, la conception d'un nouveau siège social, un immeuble-tour situé rue Royale, au-dessus du Jardin botanique,,.
La première pierre en est posée en avril 1956 par le premier ministre Achille Van Acker.
En 1957, la Prévoyance Sociale quitte le bâtiment du square de l’Aviation en 1957 pour le nouvel immeuble-tour de la rue Royale,.
La société, toujours coopérative, s’est transformée dans les années 90 en « P&V » (« Prévoyance & Voorzorg ») en prenant une certaine distance avec le monde socialiste, même s'il est toujours présent au niveau du conseil d’administration.
En 1994-1995, la tour fait l'objet d'une rénovation dirigée par l'architecte Paul-Émile Vincent.

## Architecture
La tour P&V est édifiée selon le principe du mur-rideau : les façades ne supportent rien car les structures portantes se trouvent à l'intérieur de l'édifice.
D'une hauteur de 65 mètres, la tour comporte à sa base un large soubassement de deux niveaux en pierre blanche et en pierre bleue percé de baies rectangulaires et d'une entrée surmontée d'une grande baie vitrée. Ce soubassement est surmonté d'un étage en retrait au-dessus duquel s'élancent 13 étages dotés de murs rideaux en verre et aluminium. 
L'immeuble est coiffé d'un toit plat sur lequel repose une structure décorative évoquant la forme d'une aile largement déployée, qui rend l'immeuble facilement reconnaissable. 
La tradition veut que, chaque année pendant les fêtes, les fenêtres de la tour P&V soit illuminées aux couleurs d'un grand sapin de Noël,.

## Accès
| ___ | Ce site est desservi par la station de métro : Botanique. |